# Дамчхреула
Дамчхреула (груз. დამჩხრეულა) — село в Грузии. Находится в Хашурском муниципалитете края Шида-Картли. Высота над уровнем моря составляет 762 метров. Население — 0 человек (2014).